# Brad Garrett
Bradley (Brad) Garrett, artiestennaam van Bradley Harold (Brad) Gerstenfeld, (Los Angeles, 14 april 1960), is een Amerikaans acteur en komiek. Garrett speelde onder meer broer Robert Barone in meer dan tweehonderd afleveringen van de komedieserie Everybody Loves Raymond. Hiervoor won hij in zowel 2002, 2003 als 2005 de Emmy Award voor beste bijrolspeler. Garrett is meer dan twee meter lang en in het bezit van een zware, donkere stem, waarmee hij ook regelmatig als stemacteur werkt.

## Levensloop
Garretts carrière in de amusementswereld begon toen hij in 1984 als stand-upkomiek de categorie 'komedie' won van de talentenjacht Star Search, wat hem tevens $ 100.000,- opleverde. Sindsdien treedt hij als komiek met name op in shows in Las Vegas.
Garrett trouwde in 1999 met Jill Diven, met wie hij in 1998 zoon Maxwell Bradley Garrett kreeg en in 2000 dochter Hope Violet Garrett. Hun huwelijk liep in november 2007 definitief stuk.

## Filmografie
*Exclusief televisiefilms
- Gloria Bell (2018)
- The Incredible Burt Wonderstone - Dom (2012)
- Not Fade Away - Jerry Ragovoy (2012)
- Music and Lyrics - Chris Riley (2007)
- The Pacifier - Dwayne Murney (2005)
- The Moguls - Wally (2005)
- Stuart Little 2 - Plumber (2002)
- Sweet and Lowdown - Joe Bedloe (1999)
- Facade - Henry (1999)
- Postal Worker - Oren Starks (1998)
- Sea World and Busch Gardens Adventures: Alien Vacation! - Robert (1997)
- Suicide Kings - Jeckyll (1997)
- George B. - Security Guard (1997)

## Televisieseries
*Exclusief eenmalige gastrollen
- Fargo - Joe Bulo (2015, 5 afleveringen)
- The Crazy Ones - Gordon Lewis (2013, drie afleveringen)
- How to Live with Your Parents (For the Rest of Your Life) - Max Green (2013, dertien afleveringen)
- Glory Daze - Jerry Harrington (2010, twee afleveringen)
- 'Til Death - Eddie Stark (2006-2010, 81 afleveringen)
- Everybody Loves Raymond - Robert Barone (1996-2005, 208 afleveringen)

## Stemacteur

### (Animatie)films
*Exclusief televisiefilms
- Ralph Breaks the Internet - Eeyore (2018)
- Christopher Robin - Eeyore (2018)
- Finding Dory - Bloat (2016)
- Night at the Museum: Secret of the Tomb - Easter Island Head (2014)
- Planes: Fire & Rescue - Chug (2014)
- Planes - Chug (2013)
- Delhi Safari - Bagga (2012, Engelse versie)
- Hoodwinked Too! Hood vs. Evil - The Giant (2011)
- Tangled - Hook Hand Thug (2010)
- Night at the Museum: Battle of the Smithsonian - Easter Island Head (2009)
- Unstable Fables: 3 Pigs & a Baby - Mason Pig (2008)
- Christmas Is Here Again - Charlee (2007)
- Underdog - Riff Raff (2007)
- Ratatouille - Gusteau (2007)
- Night at the Museum - Easter Island Head (2006)
- Astérix et les Vikings - Obelix (2006, Engelse versie)
- Tarzan II - Ut (2005)
- Tom and Jerry Blast Off to Mars! - Commander Bristle (2005)
- Mickey's Around the World in 80 Days - Aanvullende stemmen (2005)
- Garfield - Luca (2004)
- Finding Nemo - Bloat (2003)
- The Country Bears - Fred Bedderhead (2002)
- An Extremely Goofy Movie - Tank (2000)
- Hercules: Zero to Hero - Orthus (1999)
- A Bug's Life - Dim (1998)
- Pocahontas II: Journey to a New World - Aanvullende stemmen (1998)
- Mighty Ducks the Movie: The First Face-Off - Grin (1997)
- Spy Hard - Short Rancor Guard (1996)
- Siegfried & Roy: Masters of the Impossible - ... (1996)
- Casper - Fatso (1995)
- Porco Rosso - Mamma Aiuto Boss (1992)
- Jetsons: The Movie - Bertie Furbelow (1990)
- Transformers: Five Faces of Darkness - Trypticon (1986)

### (Animatie)series
*Exclusief eenmalige gastrollen
- Special Agent Oso - Professor Buffo (2010, twee afleveringen)
- Justice League - Lobo (2003, twee afleveringen)
- House of Mouse - Muncey, Orphans, Dollar Giver (2001-2002, drie afleveringen)
- Buzz Lightyear of Star Command - Torque (2000, vijf afleveringen)
- Superman - Bibbo (1996-1999, tien afleveringen)
- Eek! The Cat - Thuggo (1992-1997, acht afleveringen)
- Timon and Pumbaa - Boss Beaver (1995-1996, vijf afleveringen)
- Mighty Ducks - Grin (1996, drie afleveringen)
- Biker Mice from Mars - Greasepit (1993-1996, zeven afleveringen)
- 2 Stupid Dogs - Big Dog (1993-1995, 32 afleveringen)
- Marsupilami - Eduardo (1993, drie afleveringen)
- Bonkers - Human Wannabe in Ratsuit (1993, vier afleveringen)
- Where's Waldo? - Wizard Whitebeard (1991-1992, dertien afleveringen)